# Kings of Suburbia
Kings of Suburbia – piąty album niemieckiego zespołu Tokio Hotel. Został wydany 3 października 2014 w Niemczech oraz 6 października na całym świecie.
Wydany w trzech wersjach:
- standardowej (11 utworów),
- deluxe (15 utworów + DVD),
- super-deluxe (płyta w wersji deluxe + 50 stronicowy photo-book; niepublikowane dotąd demo z wczesnych lat zespołu na kasetach magnetofonowych; album Kings of Suburbia na dwóch płytach winylowych).

## O albumie
Album powstawał na przełomie lat 2011–2014, po przeprowadzce braci Kaulitz do Los Angeles. Nowi ludzie, odmienna kultura, otoczenie, oraz upływający czas ukształtowały muzykę Tokio Hotel jako nowe, nieznane dotąd brzmienie. Wokalista Bill Kaulitz w wywiadzie dla Der Spiegel zdradził, że „inspiracją było nocne życie, którym żyjemy, wypady na miasto, wolność, co jest bardzo ważne i co ma znaczenie, bo teraz czujemy, że robimy to co chcemy”.

## Promocja albumu
Na początku września zespół odkrył pierwsze karty długo wyczekiwanego wydawnictwa.
Za pomocą specjalnie skonstruowanej playlisty na Spotify zdradził tytuł albumu, oraz datę premiery. Pierwsze litery z utworów na playliście układały się w napis „KINGS OF SUBURBIA 3RD OF OCTOBER”.
Po kilku dniach oficjalna strona zespołu przybrała nowy wygląd promujący album.
Od 12 września w każdy piątek miesiąca na platformie iTunes pojawiał się nowy utwór z płyty do pobrania. Trzeci, Love Who Loves You Back, wydany 26 września został singlem promującym całe wydawnictwo.

## Lista utworów

### Kings of Suburbia – Standard Edition
1. „Feel It All” – 4:00
2. „Stormy Weather” – 3:29
3. „Run, Run, Run” – 3:25
4. „Love Who Loves You Back” – 3:49
5. „Covered in Gold” – 4:29
6. „Girl Got a Gun” – 2:46
7. „Kings of Suburbia” – 3:23
8. „We Found Us” – 3:23
9. „Invaded” – 3:28
10. „Never Let You Down” – 3:13
11. „Louder Than Love” – 3:35

### Kings of Suburbia – Deluxe Edition
1. „Masquerade” – 3:17
2. „Dancing in the Dark” – 3:27
3. „The Heart Get No Sleep” – 3:49
4. „Great Day” – 3:19

## Notowania
| Lista (2014)                     | Najwyższa pozycja |
| -------------------------------- | ----------------- |
| Austria (Ö3 Austria Top 40)      | 8                 |
| Belgia (Ultratop Flandria)       | 23                |
| Belgia (Ultratop 50 Walonia)     | 13                |
| Czechy (IFPI)                    | 15                |
| Francja (SNEP)                   | 12                |
| Hiszpania (PROMUSICAE)           | 17                |
| Holandia (MegaCharts)            | 23                |
| Niemcy (Official Top 100)        | 2                 |
| Portugalia (AFP)                 | 27                |
| Rosja (Album Chart)              | 5                 |
| Szwajcaria (Schweizer Hitparade) | 11                |
| Włochy (FIMI)                    | 5                 |